# Harry Walker (microcotxe)
Els Harry Walker varen ser uns prototipus de microcotxe que fabricà l'empresa Harry Walker als tallers Dunjó a mitjan dècada de 1950. Anaven equipats amb motor Hispano Villiers i tot indica que no es van arribar a comercialitzar.
Harry Walker era una empresa que es dedicava a la importació, fabricació i comercialització de maquinària, accessoris i recanvis per a la indústria de l'automoció i treballava per a diverses marques. Cap al 1970, a la seva fàbrica del Passeig de Valldaura hi treballaven unes 470 persones, les quals saltaren a la fama pels 62 dies de vaga que van protagonitzar del 17 de desembre de 1970 al 15 de febrer de 1971 en ple franquisme. La vaga i les protestes veïnals per la contaminació que produïa la fàbrica van causar-ne el declivi i finalment, el 1977 l'empresa va decidir traslladar-se a Polinyà amb un nom nou: Fagensa. Els 3.000 m² del recinte que ocupava la fàbrica es van convertir en equipaments, entre ells l'actual plaça Harry Walker.